# Laricifomes officinalis
Laricifomes officinalis är en svampart som först beskrevs av Dominique Villars, och fick sitt nu gällande namn av Kotl. & Pouzar 1957. Laricifomes officinalis ingår i släktet Laricifomes och familjen Fomitopsidaceae.   Inga underarter finns listade i Catalogue of Life.

## Källor

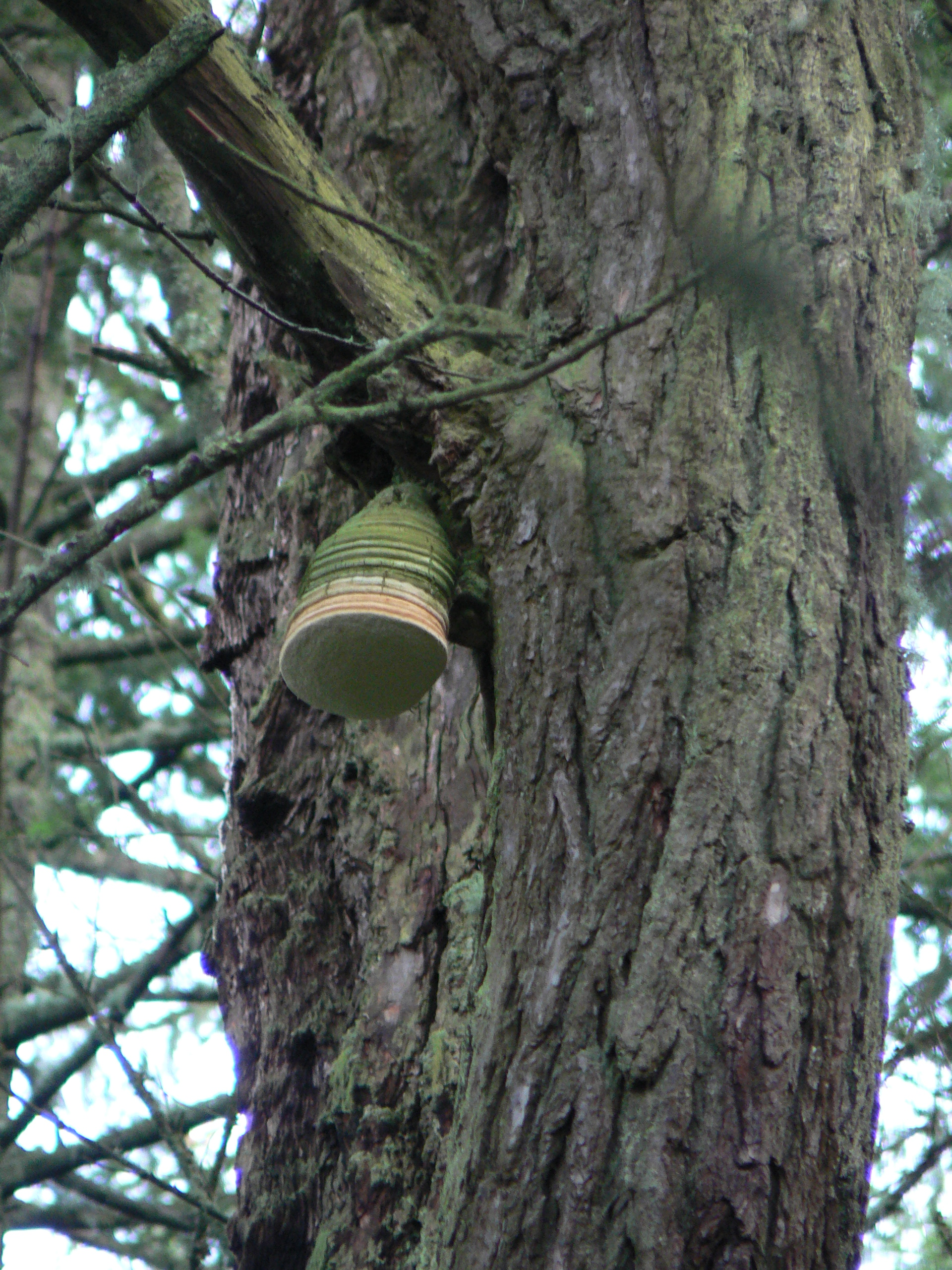
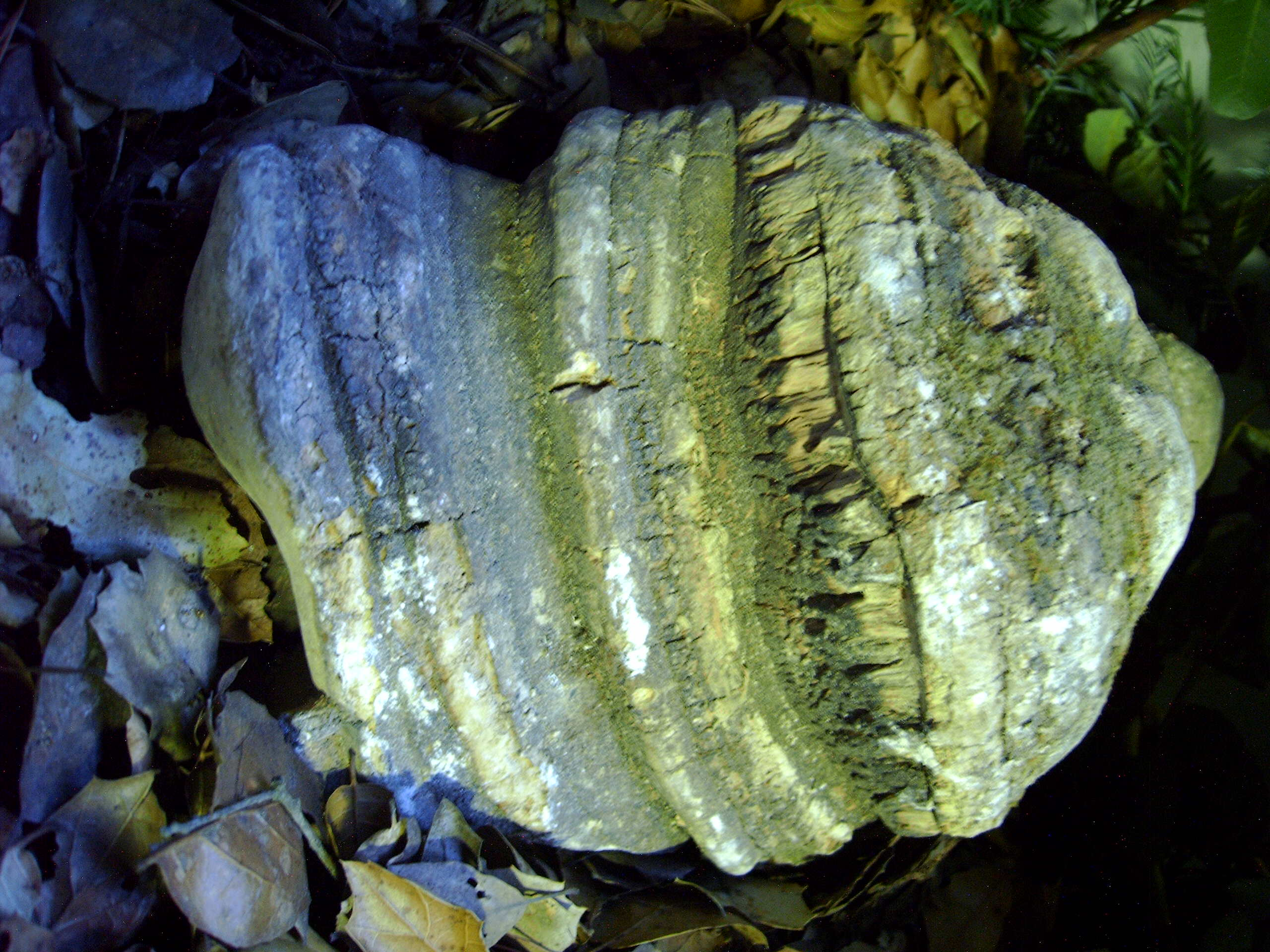
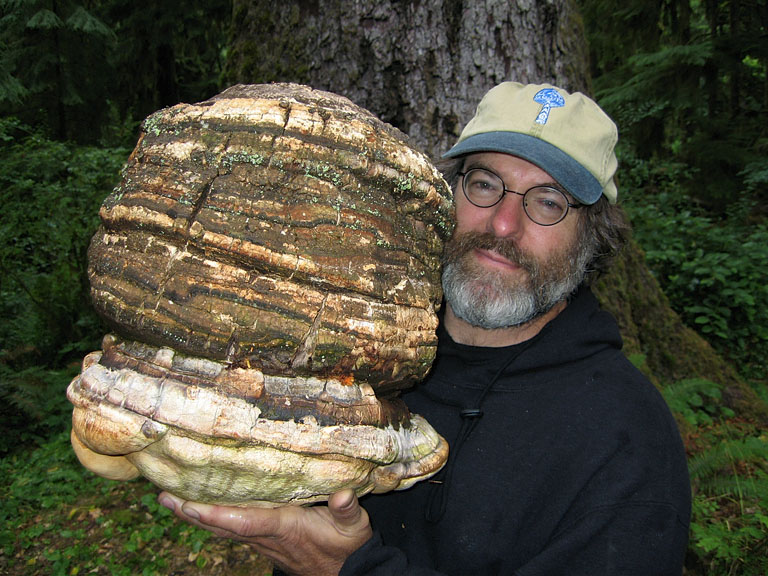